# Margot Boer
Margot Boer (* 7. August 1985 in Woubrugge) ist eine auf die Kurzstrecken spezialisierte niederländische Eisschnellläuferin.
Margot Boer debütierte Anfang Dezember 2004 im Weltcup. Ihren ersten und bisher einzigen Weltcupsieg konnte sie 2009 in Kolomna über die 1000 Meter erringen. Bei den Junioreneuropameisterschaften 2006 in Innsbruck gewann sie Silber über 500 sowie Bronze über 1000 Meter.
Bei der Einzelstrecken-WM 2009 gewann sie über 1000 Meter die Bronzemedaille.
Boer hat an den Olympischen Spielen 2010 in Vancouver teilgenommen und über 500 und 1500 Meter den vierten Platz erreicht. Über 1000 Meter wurde sie Sechste.
Bei der Sprint-WM 2011 erreichte sie in Heerenveen den dritten Platz. Bei der Einzelstrecken-WM 2012 gewann sie über 1000 Meter erneut die Bronzemedaille.